# Brian Savage
Brian Arthur Savage, född 24 februari 1971 i Sudbury i Ontario, är en kanadensisk före detta professionell ishockeyforward som tillbringade tolv säsonger i den nordamerikanska ishockeyligan National Hockey League (NHL), där han spelade för Montreal Canadiens, Phoenix Coyotes, St. Louis Blues och Philadelphia Flyers. Han producerade 359 poäng (192 mål och 167 assists) samt drog på sig 321 utvisningsminuter på 674 grundspelsmatcher.
Savage har också spelat för Fredericton Canadiens i American Hockey League (AHL) och Miami Redhawks i National Collegiate Athletic Association (NCAA).
Han draftades av Montreal Canadiens i åttonde rundan i 1991 års draft som 171:a spelare totalt.
Savage blev olympisk silvermedaljör i ishockey vid de olympiska vinterspelen 1994 i Lillehammer.
Efter spelarkarriären har han bland annat ägt ishockeylaget New Mexico Scorpions i Central Hockey League (CHL) mellan 2005 och 2009.
Han var syskonson till Floyd Hillman, Larry Hillman och Wayne Hillman.

## Statistik
| Källa: Utv = Utvisningsminuter | Källa: Utv = Utvisningsminuter                              | Källa: Utv = Utvisningsminuter                              |                                                             | Grundserie                                                  | Grundserie                                                  | Grundserie                                                  | Grundserie                                                  | Grundserie                                                  |                                                             | Slutspel                                                    | Slutspel                                                    | Slutspel                                                    | Slutspel                                                    | Slutspel                                                    |
| Säsong                         | Lag                                                         | Liga                                                        | Matcher                                                     | Mål                                                         | Assist                                                      | Poäng                                                       | Utv                                                         | Matcher                                                     | Mål                                                         | Assist                                                      | Poäng                                                       | Utv                                                         |                                                             |                                                             |
| ------------------------------ | ----------------------------------------------------------- | ----------------------------------------------------------- | ----------------------------------------------------------- | ----------------------------------------------------------- | ----------------------------------------------------------- | ----------------------------------------------------------- | ----------------------------------------------------------- | ----------------------------------------------------------- | ----------------------------------------------------------- | ----------------------------------------------------------- | ----------------------------------------------------------- | ----------------------------------------------------------- | ----------------------------------------------------------- | ----------------------------------------------------------- |
| 1989–1990                      | Sudbury Cubs                                                | NOJHL                                                       | 32                                                          | 45                                                          | 40                                                          | 85                                                          | 61                                                          | 8                                                           | 11                                                          | 14                                                          | 25                                                          | 26                                                          |                                                             |                                                             |
| 1990–1991                      | Miami Redhawks                                              | NCAA                                                        | 28                                                          | 5                                                           | 6                                                           | 11                                                          | 26                                                          | —                                                           | —                                                           | —                                                           | —                                                           | —                                                           |                                                             |                                                             |
| 1991–1992                      | Miami Redhawks                                              | NCAA                                                        | 40                                                          | 24                                                          | 16                                                          | 40                                                          | 43                                                          | —                                                           | —                                                           | —                                                           | —                                                           | —                                                           |                                                             |                                                             |
| 1992–1993                      | Miami Redhawks                                              | NCAA                                                        | 38                                                          | 37                                                          | 21                                                          | 58                                                          | 44                                                          | —                                                           | —                                                           | —                                                           | —                                                           | —                                                           |                                                             |                                                             |
|                                | Kanada                                                      |                                                             | 9                                                           | 3                                                           | 0                                                           | 3                                                           | 12                                                          | —                                                           | —                                                           | —                                                           | —                                                           | —                                                           |                                                             |                                                             |
| 1993–1994                      | Montreal Canadiens                                          | NHL                                                         | 3                                                           | 1                                                           | 0                                                           | 1                                                           | 0                                                           | 3                                                           | 0                                                           | 2                                                           | 2                                                           | 0                                                           |                                                             |                                                             |
|                                | Kanada                                                      |                                                             | 59                                                          | 22                                                          | 28                                                          | 50                                                          | 44                                                          | —                                                           | —                                                           | —                                                           | —                                                           | —                                                           |                                                             |                                                             |
| 1994–1995                      | Montreal Canadiens                                          | NHL                                                         | 37                                                          | 12                                                          | 7                                                           | 19                                                          | 27                                                          | —                                                           | —                                                           | —                                                           | —                                                           | —                                                           |                                                             |                                                             |
| 1995–1996                      | Montreal Canadiens                                          | NHL                                                         | 75                                                          | 25                                                          | 8                                                           | 33                                                          | 28                                                          | 6                                                           | 0                                                           | 2                                                           | 2                                                           | 2                                                           |                                                             |                                                             |
| 1996–1997                      | Montreal Canadiens                                          | NHL                                                         | 81                                                          | 23                                                          | 37                                                          | 60                                                          | 39                                                          | —                                                           | —                                                           | —                                                           | —                                                           | —                                                           |                                                             |                                                             |
| 1997–1998                      | Montreal Canadiens                                          | NHL                                                         | 64                                                          | 26                                                          | 17                                                          | 43                                                          | 36                                                          | 9                                                           | 0                                                           | 2                                                           | 2                                                           | 6                                                           |                                                             |                                                             |
| 1998–1999                      | Montreal Canadiens                                          | NHL                                                         | 54                                                          | 16                                                          | 10                                                          | 26                                                          | 20                                                          | —                                                           | —                                                           | —                                                           | —                                                           | —                                                           |                                                             |                                                             |
| 1999–2000                      | Montreal Canadiens                                          | NHL                                                         | 38                                                          | 17                                                          | 12                                                          | 29                                                          | 19                                                          | —                                                           | —                                                           | —                                                           | —                                                           | —                                                           |                                                             |                                                             |
| 2000–2001                      | Montreal Canadiens                                          | NHL                                                         | 62                                                          | 21                                                          | 24                                                          | 45                                                          | 26                                                          | —                                                           | —                                                           | —                                                           | —                                                           | —                                                           |                                                             |                                                             |
| 2001–2002                      | Montreal Canadiens                                          | NHL                                                         | 47                                                          | 14                                                          | 15                                                          | 29                                                          | 30                                                          | —                                                           | —                                                           | —                                                           | —                                                           | —                                                           |                                                             |                                                             |
|                                | Phoenix Coyotes                                             | NHL                                                         | 32                                                          | 4                                                           | 9                                                           | 13                                                          | 8                                                           | —                                                           | —                                                           | —                                                           | —                                                           | —                                                           |                                                             |                                                             |
| 2002–2003                      | Phoenix Coyotes                                             | NHL                                                         | 43                                                          | 6                                                           | 10                                                          | 16                                                          | 22                                                          | —                                                           | —                                                           | —                                                           | —                                                           | —                                                           |                                                             |                                                             |
| 2003–2004                      | Phoenix Coyotes                                             | NHL                                                         | 61                                                          | 12                                                          | 13                                                          | 25                                                          | 36                                                          | —                                                           | —                                                           | —                                                           | —                                                           | —                                                           |                                                             |                                                             |
|                                | St. Louis Blues                                             | NHL                                                         | 13                                                          | 4                                                           | 3                                                           | 7                                                           | 2                                                           | 5                                                           | 1                                                           | 1                                                           | 2                                                           | 0                                                           |                                                             |                                                             |
| 2004–2005                      | Spelade ej på grund av arbetskonflikt mellan NHL och NHLPA. | Spelade ej på grund av arbetskonflikt mellan NHL och NHLPA. | Spelade ej på grund av arbetskonflikt mellan NHL och NHLPA. | Spelade ej på grund av arbetskonflikt mellan NHL och NHLPA. | Spelade ej på grund av arbetskonflikt mellan NHL och NHLPA. | Spelade ej på grund av arbetskonflikt mellan NHL och NHLPA. | Spelade ej på grund av arbetskonflikt mellan NHL och NHLPA. | Spelade ej på grund av arbetskonflikt mellan NHL och NHLPA. | Spelade ej på grund av arbetskonflikt mellan NHL och NHLPA. | Spelade ej på grund av arbetskonflikt mellan NHL och NHLPA. | Spelade ej på grund av arbetskonflikt mellan NHL och NHLPA. | Spelade ej på grund av arbetskonflikt mellan NHL och NHLPA. | Spelade ej på grund av arbetskonflikt mellan NHL och NHLPA. | Spelade ej på grund av arbetskonflikt mellan NHL och NHLPA. |
| 2005–2006                      | Philadelphia Flyers                                         | NHL                                                         | 66                                                          | 9                                                           | 5                                                           | 14                                                          | 28                                                          | 6                                                           | 1                                                           | 0                                                           | 1                                                           | 4                                                           |                                                             |                                                             |
| NHL totalt                     | NHL totalt                                                  | NHL totalt                                                  | 674                                                         | 192                                                         | 167                                                         | 359                                                         | 321                                                         | 34                                                          | 2                                                           | 7                                                           | 9                                                           | 12                                                          |                                                             |                                                             |
| NCAA totalt                    | NCAA totalt                                                 | NCAA totalt                                                 | 106                                                         | 66                                                          | 43                                                          | 109                                                         | 113                                                         | —                                                           | —                                                           | —                                                           | —                                                           | —                                                           |                                                             |                                                             |

### Internationellt
| Källa:        | Källa:        | Källa:        |         | Utv = Utvisningsminuter | Utv = Utvisningsminuter | Utv = Utvisningsminuter | Utv = Utvisningsminuter | Utv = Utvisningsminuter |
| År            | Lag           | Mästerskap    | Matcher | Mål                     | Assists                 | Poäng                   | Utv                     |                         |
| ------------- | ------------- | ------------- | ------- | ----------------------- | ----------------------- | ----------------------- | ----------------------- | ----------------------- |
| 1993          | Kanada        | VM            | 8       | 1                       | 0                       | 1                       | 2                       |                         |
| 1994          | Kanada        | OS            | 8       | 2                       | 2                       | 4                       | 6                       |                         |
| 1999          | Kanada        | VM            | 8       | 3                       | 3                       | 6                       | 6                       |                         |
| Senior totalt | Senior totalt | Senior totalt | 24      | 6                       | 5                       | 11                      | 14                      |                         |